# 프란츠 할더
프란츠 리터 할더(Franz Ritter Halder, 1884년 6월 30일 ~ 1972년 4월 2일) 은 독일의 군인이다. 제2차 세계 대전 초기에 독일군의 총참모장을 맡아 각종 작전을 입안하고 조정했다. 후에 히틀러와의 불화로 해임된 이후 반히틀러 음모에 가담했다가 체포되지만, 연합국에 의해 석방되었다. 전후에는 전쟁사 분야의 연구활동에 종사했다.

## 초기이력
뷔르츠부르크에서 독일 제국의 장군이었던 막스 할더(Max Halder)의 아들로 태어났다. 1902년 뮌헨에 주둔한 제2 왕립 바바리안 야전 포병 연대에 입대했다. 전투학교의 졸업과 함께 중위가 되었고, 이후 포병학교, 바바리아 참모대학을 수료하였다.

## 제1차 세계대전
1914년 제1차 세계대전이 발발하자 할더는 보급 장교가 되어 바바리아 제3군단의 사령부에서 일했다. 1915년 대위로 승진하였고, 참모로서 일하기 시작했고, 전쟁기간 동안 여러 부대의 참모직을 거쳤다.

## 대전 사이의 기간
1919년부터 1920년까지 할더는 전쟁부 산하 국방군(Reichswehr)의 훈련부에서 일했다. 이후 뮌헨 군관구에서 전술 교관을 맡았다.
1924년 3월, 그는 소령이 되었고, 군관구 참모부의 작전부장이 되었다. 이후에도 계속 승진하여 후방의 참모직과 훈련직과 같은 부문을 맡았다.
1934년 소장으로 진급했고 뮌헨의 제7 보병사단장이 되었다. 그러나 그는 참모역과 작전통으로서 명성이 높았고, 중장으로 승진하여 기동 참모 감독이 되었다. 이후 1937년 중앙의 육군참모본부에서 교육총감이 되었다. 이 당시 나치의 재군비 방침에 따라 독일군은 크게 확장중이었고, 1935년 징병제가 다시 도입되어 할더는 이 자리에서 이를 감독한 것이다.
1938년 2월 1일, 그는 포병대장(General der Artillerie,)으로 승진했고, 이 즈음 히틀러의 군사 부관이었던 카이텔은 독일군 중추부를 재조직하려 하였다. 그리하여 카이텔은 할더에게 육군 총참모장 자리를 제의하였다. 그러나 할더는 처음에 이를 고사하였다. 그러나 거듭된 요청으로 1938년 9월 그는 루드비히 베크의 뒤를 이어 총참모장에 취임하였다.
할더는 총참모장으로서 체코슬로바키아 침공작전을 입안했다. 그러나 뮌헨 협정으로 영국의 체임벌린 수상이 독일의 체코의 주테덴란트 병합을 승인하자, 이러한 침공작전은 불필요해졌다. 그러나 이 때부터 할더는 독일군의 고위 장성들과 함께 히틀러를 제거할 계획을 은밀히 꾸미고 있었다.

## 제2차 세계대전
1939년 봄, 할더는 육군 총참모장으로서 폴란드 침공작전을 입안하기 시작했다. 할더는 폴란드군은 멍청하기 때문에 2-3주면 공세를 끝낼 수 있다고 큰소리를 쳤다.
1939년 9월 1일, 독일군은 폴란드를 침공하였고 제2차 세계대전이 본격적으로 시작되었다. 할더는 SS의 유대인과 폴란드 지도층 절멸작전을 알고 있었지만, 이를 묵인하고 있었다.
1939년 11월 할더는 히틀러가 전쟁을 확대하는 것을 막기 위해 발터 폰 브라우히치와 만나 히틀러 정권의 전복을 논의했으나, 브라우히치는 이를 거절하였다. 할더는 히틀러의 전장 확대 방침을 반대했고, 이것이 독일의 궁극적인 몰락을 가져올 것을 알고 있었지만, 히틀러에 대한 충성 선서를 한 장교들은 히틀러를 전복할 음모에 가담하지 않는다는 것을 알고 있었다. 그래서 그는 히틀러를 단독으로 저격할 생각을 하기도 했으나 실행에 옮기지는 못했다.
1939년 말, 프랑스, 네덜란드와 벨기에와 같은 저지국가, 발칸반도로 독일군이 진공할 계획이 세워졌다. 할더는 총참모장으로서 이러한 계획이 세워지는 것을 보고 독일군이 과연 마지노 선으로 방어된 프랑스를 성공적으로 침공할 수 있을지 의문을 가졌다. 그러나 만슈타인이 제의한 아르덴느 숲을 돌파하는 제안이 채택되어 의표를 찔린 프랑스는 패퇴했고 독일은 승리를 거두었다.
이후 1940년 7월 19일 총참모장으로서 공적에 의해 할더는 상급대장으로 승진하였고, 참모본부는 이해 8월부터 히틀러의 명령에 의해 소련침공계획 (바르바로사 작전) 을 입안하기 시작했다.
1941년 6월 바르바로사 작전이 시작된 이후 독일군은 대성공을 거두었지만 12월부터 시작된 소련군의 반격때문에 독일군은 물러설 수밖에 없었다. 1942년 봄 다시 독일군은 공세를 시작하였고, 할더는 히틀러에게 소련군의 병력이 예상보다 훨씬 많다는 것을 히틀러에게 보고했으나, 히틀러는 이를 무시했고, 소련은 이미 붕괴상태에 있다고 주장하였다. 할더는 특히 히틀러가 강력히 주장한 코카서스 공격안을 반대하였다. 1942년 9월 24일 결국 히틀러는 자기와 의견이 잘 맞지 않는 할더를 예편처분시켜 해임하였다. 할더가 반대한 코카서스 공격안은 결국 스탈린그라드 전투에서 독일군의 대참패로 끝나게 되었다.

## 총참모장 해임 이후
1944년 7월 20일 몇몇의 독일 장교에 의해 히틀러를 암살하기 위한 시도가 있었으나 실패로 끝났다. 다음날 할더는 게슈타포에 의해 체포되었다. 사실 그는 이 음모와 전혀 관계가 없었다. 그러나 히틀러는 할더가 자신을 제거하기 위할 음모를 꾸밀 수 있다고 생각했기 때문에 석방하지 않고 계속 수용소에 감금시켜두고 있었다. 1945년 1월 31일 할더는 공식적으로 육군에서 해임되어 티롤로 이감되었다.
이해 5월 4일 미군이 감옥을 접수하여 그는 석방되었으나, 이후 전쟁포로로서 2년간 포로수용소에서 지냈다.

## 제2차 세계대전 이후
1950년대 할더는 미국 육군 전사부 (U.S. Army Historical Division)에서 전사학자로 일했다. 이후 독일 연방방위군의 재건계획에 참여하기도 하였다.
그는 1972년 바바리아에서 사망하였다.